# Kattendijkbrug
De Kattendijkbrug is een rolbrug in het Antwerpse havengebied op de rechteroever van de Schelde. De brug loopt over de westelijke toegang tot de Kattendijksluis, waaraan het tevens zijn naam ontleent.
De vaste Kattendijkbrug werd gebouwd in 2005 toen de toegangsgeul naar de Kattendijksluis werd gedempt en was een vaste brug met 2 rijvakken. Vroeger lag op dezelfde plaats een rolbrug. In 2009 werd begonnen met de vernieuwingswerken aan de Kattendijksluis. Later werd er ook een nieuwe beweegbare rolbrug gebouwd, en de vaste brug afgebroken. Bij de bouw van Lange Wapperbrug zou het voor bepaalde pleziervaart (met hoge masten) onmogelijk worden om via de Royerssluis van de Schelde naar de dokken te schutten. Via de Kattendijksluis kunnen ze altijd de jachthaven in het Willemdok blijven bereiken. Er liep één treinspoor over deze brug. Dat kwam uit het noorden van de haven en liep helemaal langs de Schelde naast de weg tot voorbij het Kiel, waar het aansloot op de spoorlijn (en) bij Fort 8. Met vele aftakkingen.
Albertbrug · Asiabrug · Berendrechtbrug · Boudewijnbrug · Droogdokbrug · Farnesebrug · Frederik Hendrikbrug · Kattendijkbrug · Kempischebrug · Kruisschansbrug · Lefèbvrebrug · Lillobrug · Londenbrug · Luikbrug · Meestoofbrug · Melselebrug · Mexicobrug · Nassaubrug · Noorderlaanbrug · Noordkasteelbrug · Noordlandbrug · Oosterweelbrug · Oudendijkbrug · Petroleumbrug · Royersbrug · Siberiabrug · Straatsburgbrug · Van Cauwelaertbrug · Willembrug · Wilmarsdonkbrug · Zandvlietbrug · Ophaalbrug Merksem Groot Dok · Ophaalbrug Merksem Klein Dok